# Wekenborg
Die Wekenborg ist eine Wallburg, die südlich von Bokeloh bei Meppen im Emsland in Niedersachsen auf einem Geländesporn liegt. Der Sporn fällt im Osten steil zur Hase ab. Vom Befestigungstyp her ist die Wekenborg ins frühe bis hohe Mittelalter zu datieren, obwohl der Platz auch ältere Funde barg. Ihre erste urkundliche Erwähnung als „Konick Wedeken Borg“ stammt aus dem Jahre 1444. Der Name ist die niederdeutsche Variante der am nördlichen Mittelgebirgsrand öfter vorkommenden Bezeichnung Wittekindsburg. Die Befestigung ist gut erhalten.

## Beschreibung
Die ursprünglich fast quadratische Wallanlage liegt auf einem im Osten fast senkrecht abfallenden Geländesporn 9–10 m über der Hase. Der Fluss berührt die Befestigung heute nur noch im Südosten, doch ursprünglich umfloss er die Anlage auf drei Seiten mit Ausnahme des Nordens. Das nahezu ebene Plateau liegt 9–10 m oberhalb des Flusses und wird vom Westen zum Nordosten durch einen Wall mit Berme und einen Außengraben gesichert. Auf den anderen Seiten ist die Umwehrung möglicherweise von der Hase abgeschwemmt worden. Die Innenfläche hat bei einer Ost-West-Ausdehnung von 300 bis 325 m und einer Nord-Süd-Länge von 260 bis 320 m eine Größe von nahezu 10 Hektar.
1891 und 1915 führte Carl Schuchhardt an den Wällen und dem Tor Grabungen durch. Nord- und Südwall bestehen aus geschichteten Heideplaggen ohne Verstärkungseinbauten. Am äußeren Fuß der Wallfront beobachtete Schuchhardt eine durchgehende Schwellspur, hinter der die steile Plaggenschichtung ansetzte. Die die erhaltene Höhe der Wälle reicht bis zu 1,8 m. Die Sohlbreite beträgt durchschnittlich sieben Meter. Dem Wall sind eine acht Meter breite Berme und ein Spitzgraben von etwa 4,5 m Breite und 2,5 m Tiefe vorgelagert. Im Nordbereich des westlichen Walles befand sich das alte Tor, bei dem es sich anscheinend um ein Zangentor handelt. In dem Grabungsschnitt am alten Tor entdeckte Schuchhardt Reste von verbrannten Pfählen und Bohlen.

## Funde
Die Scherben einheimischer, schwarzbrauner grober „Curtis-Keramik“, datierten vermutlich in das frühe oder hohe Mittelalter. In der Wekenborg sollen im 19. Jahrhundert mehrere römische Münzen aus dem 2. Jahrhundert n. Chr. gefunden worden sein, die aber verschollen sind. 1973 wurden im Rahmen der Auswertung von Luftbildern im beackerten westlichen Burgbereich Anomalien entdeckt, die auf eisenzeitliche Celtic Fields schließen lassen. 1992 fanden sich als Oberflächenfunde zahlreiche Keramikfragmente der vorrömischen Eisenzeit und älteren römischen Kaiserzeit (zum Teil mit Fingertupfenverzierung), ein bronzener Fibelbügel, ein Spinnwirtel sowie einige spätmittelalterliche Keramikscherben.
Carl Schuchhardt untersuchte 1891 auch einige der nahen Grabhügel, da er einen Zusammenhang mit der Wekenborg vermutete. Die Untersuchung erbrachte nur Leichenbrand und Holzkohle. 1915 kam in einem der großen Hügel eine fast erhaltene Tasse der Bronzezeit zu Tage.